# Lutz Ackermann (Journalist)
Lutz Ackermann (* 1977 in Solingen) ist ein deutscher Fernsehjournalist.
Aufgewachsen in Solingen, studierte Ackermann bis 2004 an der Heinrich-Heine-Universität Düsseldorf Germanistik, Neuere Deutsche Philologie und Soziologie. Während seines Studiums arbeitete er als Lokalreporter für Tageszeitungen und Hörfunk. Von 2005 bis 2007 absolvierte er ein Volontariat in der Redaktion von Spiegel TV in Hamburg. Seitdem arbeitete er als freier Autor, Videojournalist und Kameramann in Berlin für verschiedene Sender und Formate, unter anderem für rbb, ZDF und Spiegel TV. Seit Februar 2011 arbeitet er hauptsächlich von Hamburg aus als Autor und Regisseur bei der NDR-Sendung Panorama die Reporter.
2008 gründete er ein Büro für Fernsehen und Journalismus.
Ackermann war unter anderem 2009 für den Deutschen Fernsehpreis mit seiner Reportage Die Weggeworfenen – Geschichte einer Abschiebung nominiert.
Er gewann zusammen mit Christian Esser 2012 den Deutschen Fernsehpreis sowie den 3. Preis beim Helmut-Schmidt-Journalistenpreis 2012 für ihre Reportage Mister Karstadt – Der rätselhafte Nicolas Berggruen.

## Weitere Auszeichnungen
- 2009: Journalistenpreis Bürgerschaftliches Engagement[4]
- 2009: Axel-Springer-Preis, Dritter Platz[5]
- 2009: Robert-Geisendörfer-Preis[6] für seine Rolle als Autor und Regisseur von Die Weggeworfenen – Geschichte einer Abschiebung.
- 2009: Civis-Medienpreis im Bereich Information[7]